# LinkedIn
LinkedIn (транскр.  Линкд-ин) пословна је друштвена мрежа која је намењена повезивању послодаваца и људи који траже посао. Ова мрежа је настала са циљем ефикасног представљања професионалних способности њених чланова, повезивања и што бржег спајања послодаваца са ловцима на послове. LinkedIn је, поред осталог, највећа светска професионална пословна друштвена мрежа на којој пословни људи размењују искуства, учествују у расправама, деле занимљиве садржаје и, наравно, проналазе нове послодавце.
Ова друштвена мрежа је основана у децембру 2002. године, а покренута је 5. маја 2003. године. У априлу 2014. године LinkedIn је објавио да је на овој друштвеној мрежи више од 300 милиона регистрованих корисника из више од 200 земаља широм света, од чега је 100 милиона регистрованих корисника из САД.
Сајт је доступан на 22 страна језика, укључујући енглески, кинески, чешки, дански, холандски, француски, немачки, индонежански, италијански, јапански, корејски, , алајски, норвешки, пољски, португалски, румунски, руски, шпански, шведски, тагалог, тајландски и турски. Сајт Quantcast је објавио извештај да је LinkedIn у периоду од 2. априла до 1. маја 2014. године имао 71,9 милиона јединствених посетилаца из САД и 200,6 милиона јединствених глобалних посетилаца.

## Историјат
Генерални директор LinkedIn-а је Џеф Вајнер (Jeff Weiner), претходно је био извршни директор компаније Yahoo! Inc. Компанија је основана од стране Рида Хофмана (Reid Hoffman) и оснивачких чланова тима из PayPal-a и Socialnet.com (Allen Blue, Eric Ly, Jean-Luc Vaillant, Lee Hower, Konstantin Guericke, Stephen Beitzel, David Eves, Ian McNish, Yan Pujante, и Chris Saccheri).
Оснивач Рид Хофман, раније директор LinkedIn-а, сада је председник Управног одбора. LinkedIn је компанија са седиштем у Маунтин Вјуу (Mountain View), у Калифорнији, са канцеларијама у Омахи, Чикагу, Њујорку, Лондону и Даблину. LinkedIn је достигао профитабилност у марту 2006. године. Током јануара 2011. године, компанија је зарадила укупно 103 милиона долара од инвестиција.
У јуну 2008. године Sequoia Capital, Greylock Partners и друге фирме које се баве предузетничким капиталом купиле су удео од 5% у компанији за 53 милиона долара.
Компанија LinkedIn са међународним седиштем у Даблину, у Ирској, 2010. године је добила 20 милиона долара инвестиција од компаније Tiger Global Management LLC са проценом од око 2 милијарде долара и најавила своју прву аквизицију. У октобру исте године организација Silicon Valley Insider рангирала је компанију LinkedIn на 10. месту на својој Топ 100 листи највреднијих почетничких компанија. До децембра компанија је процењена у вредности од 1,575 милијарди долара у приватним тржиштима.

## Чланство
Од 2013. године LinkedIn има више од 259 милиона чланова у преко 200 земаља. LinkedIn је значајно испред својих конкурената Viadeo (50 милиона) и XING (10 милиона). Чланство расте за око два нових чланова сваке секунде. Са 20 милиона корисника, Индија има најбрже растућу мрежу корисника од 2013. године.
У мају 2014. године, земље са највише LinkedIn корисника су биле:
| Земља                | Корисници   | Проценти |
| -------------------- | ----------- | -------- |
| САД                  | 101 милиона | 32.06%   |
| Индија               | 26 милиона  | 2.06%    |
| Бразил               | 17 милиона  | 8.56%    |
| Уједињено Краљевство | 15 милиона  | 24.49%   |
| Канада               | 9 милиона   | 27.67%   |
| Француска            | 7 милиона   | 11.46%   |
| Шпанија              | 6 милиона   | 12.98%   |
| Италија              | 6 милиона   | 11.12%   |
| Мексико              | 5 милиона   | 5.11%    |
| Аустралија           | 5 милиона   | 25.08%   |

Проценти су представљени у односу на укупан број становника датих земаља.

## Како користити LinkedIn
За разлику од Фејсбука, Твитера, My Space-a и сличних сајтова, LinkedIn је пословна друштвена мрежа. Основна намера LinkedIn-a је повезивање са осталим колегама из корисникове бранше и потенцијалним послодавцима. Након отварања профила корисник има могућност постављања своје радне биографије, може делити садржаје које сматра релевантним и занимљивим, може се придруживати различитим групама и страницама, пратити огласе за посао... Отварање налога је врло једноставно – као и на већини других социјалних мрежа. Након тога, корисник постаје видљив и послодавцима и свима онима који на неком од претраживача укуцају корисниково име.

### Умрежавање[3]
Оно што LinkedIn разликује од обичног online CV-ja јесте могућност умрежавања са другим корисницима, што само грана могућности. Пре свега, сваки регистровани корисник на систему може направити своју мрежу тако што ће се повезати са другим корисницима са којима је на известан начин сличан. То даље даје могућност за препоруке међу члановима које могу имати различите основе, што подразумева однос са чланом који се препоручује.
Корисникова мрежа, односно скуп других корисника са којима је он повезан, може имати два нивоа. Први подразумева директне везе ка корисницима, и главна одлика, поред могућности препоручивања, на првом нивоу јесте увид у везе свих корисника који је сачињавају. Управо те везе чине други ниво мреже, на ком је могуће приступити јавном профилу корисника који су у њој, али не и имати увид у њихове везе.
На основу могућности за умрежавање које LinkedIn поседује, претраживање корисника или понуде послова може се обавити на више начина. Основно глобално претраживање уједно је и најједноставније, док је далеко препоручљивије користити контакте и пут до жељене особе или посла пронаћи преко њих. Препоручивање пружа могућност изградње репутације и увида у квалитет обављаних послова, било да се ради о послодавцу или запосленом. На тај начин се прво сама претрага, а касније и евалуација резултата претраге, обавља на најједноставнији начин, при чему је главни циљ одабир квалитетног кадра, односно доброг посла код доброг послодавца.

## Карактеристике LinkedIn профила
Главна намена сајта је да дозволи регистрованим корисницима да направе листу контаката са детаљима о људима са којима су у одређеном нивоу односа, што се назива Веза (Connections). Корисник може да позове било коју особу путем мејла да се придружи његовој мрежи. С тим да позвана особа може да обележи позив и одбијањем кроз поруке "Не познајем" (I don't know) или "Спам" (Spam), што умањује кредибилитет позивача, што у крајњем случају доводи до затварања налога или неких врста забране.
Основне карактеристике LinkedIn профила су:
- визуелни дизајн који подсећа на инфографику и помаже кориснику да остави снажан први утисак
- уређивање профила (inline editing) и приказивање остварених резултата и достигнућа
- проналажење људи у корисниковој професионалној мрежи
- праћење активности и новости у пословном животу корисникових конекција (недавна активност се налази на врху профила)
- корисници немају више могућност директног постављања резимеа на сајт. Ово је била једна од карактеристика LinkedIn-а, али је постала сувишна крајем 2012. године
- послодавци при претраживању могу навести послове и тражити потенцијалне кандидате
- корисници могу да прате различите компаније и могу да примају обавештења о новим пословним понудама које су на располагању
- корисници могу сачувати (bookmark) послове за које би желели да аплицирају
- постоји опција Like као и опција Congratulate која омогућава да корисници честитају новозапосленим корисницима
- корисници могу да виде ко је све посетио њихову профилну страницу

### LinkedIn на мобилним уређајима
Мобилна верзија сајта је покренута у фебруару 2008. године која даје приступ смањеном сету функција преко мобилног телефона. Мобилна верзија је доступна на шест страна језика: Кинески, Енглески, Француски, Немачки, Јапански и Шпански.
У октобру 2013. године LinkedIn је лансирао нове мобилне апликације за послодавце под називом Work With Us и Recruiter. Апликација Recruiter омогућава менаџерима и послодавцима да прате и воде белешке о могућим кандидатима за послове у њиховој компанији. Друга апликација, Work With Us, омогућава послодавцима да на профил својих радника поставе обавештења за новоотворена радна места, попут својеврсног огласа како би допрли до пасивних корисника LinkedIn-а.

### Endorse опција
У септембру 2012. године LinkedIn је увео опцију Endorse која омогућава да корисника неко може похвалити и подржати са једним кликом за неку вештину.